# Гра в шиндай
«Гра в шиндай» (рос. Игра в шиндай) — художній фільм російського виробництва, який зняв Андрій Разумовський у 2006 році за сценарієм Ігора Євсюкова. Сценарій було створено за мотивами п'єси Ігора Афанасьєва «Шиндай!», що ставилася у театрах Києва, Вінниці та драматичному театрі міста Кельці (Польща) наприкінці 80-х років XX сторіччя. Сам Афанасьєв залишився незадоволений кінострічкою та мав певні судові тяганини через незаконне використання його твору. Зрештою, продюсер фільму змушений був виплатити драматургу компенсацію.

## Синопсис
Молодий поет та журналіст, що емігрував до США, дізнається про смерть свого зведеного брата у Росії. Грошей для візиту на Батьківщину йому бракує, тож Кейт, керівниця студії, де працює хлопець, влаштовує йому відрядження за рахунок компанії, але за умови, що той привезе з Росії «гарячий» матеріал про російську дійсність. На похороні Нік знайомиться з дівчиною на ім'я Маша, з якою у них виникає взаємна симпатія. Проте вони мають лише день аби побути разом. Маша приводить Ніка на вечірку до своїх знайомих, де одразу стає зрозуміло, що він — небажаний гість. До компанії було запрошено впливового олігарха Олега Васильовича, якого за задумом господарів будинку мала б звабити Маша задля того, аби багатій був більш зговірливим при підписанні крупного контракту. Все це і має зняти Нік для свого матеріалу.
Вечірка, влаштована у японському стилі з відповідним антуражем, доходить до етапу гри у «шиндай» — ритуалу, що був вигаданий гейшами задля з'ясування стосунків між чоловіком та жінкою. За правилами, коханці мають надіти на голе тіло кімоно та бити одне одного м'якими шовковими подушечками, аж доки у когось ця подушечка не порветься. Втім, за задумом гейш, розжарені пристрастю «битви» тіла мали б забажати перевести суперечку у «горизонтально положення» значно раніше. Але все сталося не так, як того бажав кожен з присутніх і замість забави вечірка перетворилася на страшну драму.

## В ролях
- Юлія Мавріна — Маша
- Юрій Чурсін — Нік, репортер з Америки
- Валерій Баринов — Олег Васильович, олігарх
- Наталя Коляканова — Регіна
- Грегорі-Саїд Багов — Юра, чоловік Регіни
- Наталя Курдюбова — Вероніка
- Віктор Гвоздицький — Арій Михайлович, чоловік Вероніки
- Оксана Робскі — Кейт, американська журналістка
- Павло Крайнов — охоронець
- Олег Євсєєв — охоронець

## Знімальна група
- Автор сценарію: Ігор Євсюков
- Режисери: Андрій Разумовський, Дмитро Брусникін
- Продюсер: Андрій Разумовський
- Оператор-постановник: Андрій Абдракіпов
- Художник-постановник: Олег Потанін
- Композитор: Борис Базуров

## Технічні дані
- Виробництво: «Фора-фильм М» при підтримці Федерального агентства з культури та кінематографії
- Художній фільм, кольоровий
- Звук: Dolby Digital.
- Обмеження за віком: не рекомендується особам до 12 років
- Прем'єрний показ у Росії: 23 серпня 2007
- Реліз на DVD: 22 жовтня 2009